# Dictyothyriella heterosperma
Dictyothyriella heterosperma är en svampart som beskrevs av Syd. & P. Syd. 1917. Dictyothyriella heterosperma ingår i släktet Dictyothyriella och familjen Micropeltidaceae.   Inga underarter finns listade i Catalogue of Life.